# فكتور الأول
فِكتور الأول هو بابا الكنيسة الكاثوليكية الرابع عشر وقديس وفق المعتقدات المسيحية، استلم أسقفية روما خلال الفترة الممتدة من 189 وحتى 199، وهو من مواليد أفريقيا الرومانية التي هي تونس  حاليًا، ويعتبر واحدًا من أهم بابوات الفترة المسيحية الأولى.
في السنوات الخمس الأولى من حبريته كان يملك الإمبراطور كومّودوس الذي كفّ عن اضطهاد المسيحيين على عهد هذا البابا. أما في السنوات الخمس التي تلتها فقد صعد إلى الحكم الإمبراطور سيبتيموس سيفيروس الذي لاحق المسيحيين بشراسة. لهذا يُعتَقد على الأغلب أن فِكتور قد مات شهيداً. البابا فِكتور غير لغته من الأمازيغية إلى اللاتينية، والتي استخدامها في بلده في شمال أفريقيا. وهو من حول لغة العبادة والصلاة في الكنيسة من اللغة اليونانية إلى اللاتنية.
ارتبط اسم هذا البابا الأفريقي بالنزاع الذي قام حول موضوع تاريخ الفصح، فقد كانت هناك جماعات تُصرّ على أن تُعيِّده في 14 أبريل - وهو يوم عيد الفصح اليهودي - حتى لو لم يكن يوم أحد، بينما دافع البابا عن فكرة الاحتفال بذكرى موت يسوع يوم الجمعة وقيامته يوم الأحد، وهو ما سيقرّ رسميًا في مجمع نيقية. فاضطر البابا أن يرشقَ بالحرم جماعات آسيا الصغرى هذه لرفضهم الخضوع لقوانين روما؛ فكان هذا أول إجراء يدل على سلطة الكرسي الرسولي العامة. لم ينكر القديس ايريناوس على البابا هذا الحق إنما احتج على الحرم، لأن سببه كان ذا طابع ليتورجي لا عقائدي، فتخلى إذ ذاك فِكتور عن قراره هذا الأمر الذي منع وقوع الانشقاق. انتشرت في عهده هرطقة سميّت بهرطقة التبنيّة، لمخالفتها العقائد المسيحية بكون يسوع إلهًا وإنسانًا كاملاً في آن.